# Pajęczynowiec kolczastozarodnikowy
Pajęczynowiec kolczastozarodnikowy, nalotek kolczastozarodnikowy (Botryobasidium isabellinum (Fr.) D.P. Rogers) – gatunek grzybów z typu podstawczaków (Basidiomycota).

## Systematyka i nazewnictwo
Pozycja w klasyfikacji według Index Fungorum: Botryobasidium, Botryobasidiaceae, Cantharellales, Incertae sedis, Agaricomycetes, Agaricomycotina, Basidiomycota, Fungi.
Po raz pierwszy opisał go w 1818 r. Elias Fries, nadając mu nazwę Hypochnus isabellinus. Obecną nazwę nadał mu Donald Philip Rogers w 1935 r. Ma kilkanaście synonimów. Niektóre z nich:
- Botryohypochnus anomalus Hjortstam 1983
- Botryohypochnus isabellinus (Fr.) J. Erikss. 1958
- Pellicularia isabellina (Fr.) D.P. Rogers 1943

W 1973 r. Władysław Wojewoda nadał mu polską nazwę nalotek kolczastozarodnikowy (dla synonimu Botryohypochnus isabellinus). Jest niespójna z aktualną nazwą naukową. Internetowy atlas grzybów podaje nazwę pajęczynowiec kolczastozarodnikowy, która jest spójna z nazwą naukową.

## Morfologia
Owocnik
Bardzo cienki, odklejający się po zawilgoceniu, pajęczynowaty, brązowy, płowobrązowy lub gliniasty o filcowatym hymenoforze.
Cechy mikroskopowe
Strzępki biegnące po podłożu, regularne, o długości 8–9 (10) µm, z brązową ścianką, gładkie, o grubości 1–1,2 µm, bez sprzążek. Mają wyprostowane, prostopadłe gałęzie, brązowawe lub żółte, 8–11 µm, z coraz krótszymi odcinkami, rozgałęzione poprzecznie i stopniowo stające się szkliste, a także cienkościenne. Są silnie cyjanofilne i nie mają sprzążek. Podstawki krępe 12–20 × 9–12 µm z 4 sterygmami. Bazydiospory o średnicy 5,5–8 µm, prawie kuliste z żółtą ścianką, lekko pogrubione, cyjanofilne, zawierające na powierzchni około dwudziestu prawie cylindrycznych kolców o wymiarach 2–3,5 × 0,75 µm.

## Występowanie i siedlisko
Znane jest występowanie pajęczynowca kolczastozarodnikowego na Nowej Zelandii i na wszystkich kontynentach poza Antarktydą i Australią. W Polsce podano wiele stanowisk. Najbardziej aktualne podaje internetowy atlas grzybów. Znajduje się w nim na liście gatunków zagrożonych i wartych objęcia ochroną.
Nadrzewny grzyb saprotroficzny. Występuje w leżących na ziemi pniach i gałęziach wielu gatunków drzew liściastych i iglastych.